# إيرني نيوتن (عازف الباس المزدوج)
إيرني نيوتن (بالإنجليزية: Ernie Newton)‏ هو عازف الباس المزدوج أمريكي، ولد في 7 نوفمبر 1909 في هارتفورد في الولايات المتحدة، وتوفي في 17 أكتوبر 1976.

## وصلات خارجية
- إيرني نيوتن على موقع ميوزك برينز (الإنجليزية)
- إيرني نيوتن على موقع أول ميوزيك (الإنجليزية)
- إيرني نيوتن على موقع ديسكوغز (الإنجليزية)